# 可愛い子猫と思ったら
『可愛い子猫と思ったら』（Triplet Trouble、1952年4月19日）はトムとジェリーの作品のひとつ。日本においては現在パブリックドメインとなっている。

## スタッフ
- 監督 - ウィリアム・ハンナ　ジョセフ・バーベラ
- 製作 - フレッド・クインビー
- 作画 - ケネス・ミューズ　エド・バージ　レイ・パターソン　アーヴン・スペンス
- 音楽 - スコット・ブラッドリー

## 作品内容
今日は珍しくジェリーを捕まえ遊んでいたトム。そこへお手伝いさんが知り合いから3匹の子猫を預かってきた。お手伝いさんはトムにクリームを買って来る間しっかり面倒を見るように言いつけ出かけようとする。
一見可愛らしく大人しい素振りを見せる子猫たちだが、稀に見る強烈な嫌がらせを繰り広げる強敵であった。お手伝いさんの目を盗んでトムを傷めつけた上にトムが自らをいじめているように偽装したため、トムは叱られてしまう。何も知らないお手伝いさんは「私が留守の間にこの“天使たち”をいじめたりしたら粉々にしてやるからね！」と忠告し出かけるのだった。
理不尽な目に遭ったトムは仕返しをしようとするが、子猫たちはじゃれるフリをしてトムの油断を誘い、返り討ちにする。こうして始まったトムと子猫らの様子を面白そうに傍観していたジェリーだったが、子猫たちの矛先はジェリーにも向けられる。初めはお互いが子猫たちのいいようにされる様を嘲笑していたトムもジェリーもついに怒りが頂点に。もちろん、このままでは終われない二人は共闘を決意し、復讐を果たすべく子猫たちを懲らしめる作戦を立てる。
呑気にミルクを飲み散らかす子猫たち。そこへジェリーが颯爽と現れ、子猫たちの飲んでいたミルクを口に含んで３匹の顔に吹きかけ挑発する。それに怒ったジェリーを追いかける子猫たちの前にはサービングカートに乗ったトムの姿が。子猫たちを追いかけ回すカートは、あたかも戦闘機のように変形し宙を旋回、パイやスイカによる「爆撃」を子猫たちにお見舞いする。トムとジェリーの見事な連携プレーに為す術もなく逃げ惑う子猫たちは遂にトムにカートごと掻っ攫われ、そのままジェリーの待ち受ける、庭の回転式物干し竿に落とされてしまう。
そこへ丁度お手伝いさんがクリームを買って帰って来た。庭から響く物音に気付いた彼女が目にしたのは、物干し竿に縛られジェリーに布団叩きで代わる代わる尻を叩かれ続ける3匹の「天使たち」だった(作画ミスで4匹いるように見えている)。
本作はトムとジェリーが共闘する作品の1つである。

## 登場キャラクター
トム
子猫たちが仕掛ける悪質ないたずらに翻弄され、最後はジェリーと協力して子猫たちに復讐する。
ジェリー
トム同様、子猫たちが仕掛ける悪質ないたずらの標的になり、やがてトムと協力して子猫たちに復讐する。
3匹の子猫たち
お手伝いさんが近所からの依頼を受けて預かった子猫。3匹とも外見は似ているが毛の色はそれぞれベージュ、黒、オレンジ色と異なる。表ではお手伝いさんが「天使」に例えるほど可愛らしく上品に振る舞うが実際は非常に悪賢い。トムとジェリーを散々傷めつけるが、最後は復讐を受けた。
なお彼らは1949年7月9日公開の『天国と地獄』にも登場している。
お手伝いさん
近所より依頼を受けて3匹の子猫を預かり、彼らのためにクリームを買いに出かける。最後はその子猫たちがジェリーからお仕置きを受けているのを目の当たりにした。